# 长柄婆婆纳
长柄婆婆纳（学名：Veronica longipetiolata）为車前草科婆婆纳属下的一个种。

## 扩展阅读
- 維基物種上的相關：长柄婆婆纳